# Hedingen
Hedingen est une commune suisse du canton de Zurich, située dans le district d'Affoltern.

Photo aérienne prise à 500 m par Walter Mittelholzer (1923).

## Personnalités
- Philipp Neri Chrismann (1751-1810), théologien catholique allemand décédé à Hedingen.
- Charles de Hohenzollern-Sigmaringen (1785-1853).
- Rolf Maurer (1938-2019), coureur cycliste professionnel, né et mort à Hedingen.
- Bruno Hubschmid, autre coureur cycliste professionnel, né en 1950 à Hedingen.